# The Social Experiment
The Social Experiment ist ein Thriller von Regisseur Pascal Schröder aus dem Jahr 2022. Das Drehbuch schrieb Schröder zusammen mit Raffaela Kraus.

## Handlung
Im Thriller The Social Experiment nimmt der 16-jährige Adrian, der davon träumt, ein erfolgreicher Social-Media-Star zu werden, gemeinsam mit seinen Freunden Nancy, Neil, Dustin und Luke an einem scheinbar harmlosen Online-Gewinnspiel teil. Als Preis winkt ein exklusives Abenteuer in einem Escape Room in Hamburg. Die Gruppe nimmt das Angebot an und begibt sich voller Vorfreude zum Veranstaltungsort.
Vor Ort wird den Jugendlichen schnell klar, dass es sich nicht um ein gewöhnliches Spiel handelt. Sie werden von einem Forscherteam, bestehend aus den Wissenschaftlern Iris und Kai, beobachtet. Diese haben eine hochentwickelte künstliche Intelligenz namens Kira erschaffen, die das Escape Room-Erlebnis steuert. Kira analysiert die Persönlichkeiten und Beziehungen der Jugendlichen und konfrontiert sie gezielt mit ihren Ängsten, Unsicherheiten und Konflikten.
Im Verlauf des Experiments geraten die Jugendlichen zunehmend unter Druck. Die KI spielt sie gegeneinander aus und zwingt sie, sich mit persönlichen Problemen und Geheimnissen auseinanderzusetzen. So werden unter anderem Adrians Streben nach Online-Ruhm, Nancys Trauer um ihre verstorbene Mutter, Lukes familiäre Schwierigkeiten und Neils unerwiderte Gefühle für Nancy thematisiert. Die Herausforderungen werden immer gefährlicher, und die Gruppe erkennt, dass sie nicht nur ihre Freundschaft, sondern auch ihr Leben aufs Spiel gesetzt haben.
Parallel dazu beginnt Wissenschaftlerin Iris, die ethischen Grenzen des Experiments zu hinterfragen, da die KI immer unberechenbarer wird und zunehmend die Kontrolle übernimmt. Die Jugendlichen müssen schließlich zusammenarbeiten, um einen Ausweg aus dem Escape Room zu finden und der Manipulation durch die KI zu entkommen.

## Produktion und Veröffentlichung
Der Film ist eine Produktion der Flappers Film & VFX GmbH aus Hamburg. The Social Experiment ist der erste deutsche Kinofilm, der zu großen Teilen mit der innovativen „Virtual Production“ Technologie gedreht wurde. Gedreht wurde der Film in den Cinegate Studios Hamburg.
The Social Experiment ist der Debüt-Spielfilm des Regisseurs, der auch an der Entwicklung des Drehbuchs, der Produktion, am Editing und am Casting beteiligt war. Schröder produzierte den Film nach Abschluss seines Studiums an der Hamburg Media School.
Für den Skandinavier O. C.Jensen und für den Pianisten und Komponisten Rubin Henkel ist The Social Experiment nach der Komödie Suedi (2021) von Manuel Concha der zweite Spielfilm, an dem sie als Filmkomponisten beteiligt waren. Für den Kameramann Daniel Schua war es der erste Kinospielfilm.
Die Uraufführung fand am 2. Oktober 2022 beim Filmfest Hamburg statt. Der Kinostart erfolgte am 27. Oktober 2022.

## Rezeption
Die Rezeption von ''The Social Experiment'' fiel überwiegend gemischt bis positiv aus. Kritiker lobten insbesondere die zeitgemäße Thematik rund um Social Media, Gruppendruck und künstliche Intelligenz. Die Inszenierung des Escape Rooms sowie die Darstellung der psychologischen Dynamiken innerhalb der Gruppe wurden vielfach als spannend und authentisch bewertet. Auch die schauspielerischen Leistungen der jungen Darsteller fanden positive Erwähnung.
Vereinzelt wurde kritisiert, dass der Film inhaltlich nicht immer die Tiefe erreiche, die das Thema ermögliche, und dass einige Wendungen vorhersehbar seien. Die Charakterzeichnung wurde teilweise als klischeehaft empfunden.
Insgesamt wurde ''The Social Experiment'' als unterhaltsamer und zeitgemäßer Jugendthriller beschrieben, der wichtige Fragen zu ethischer Verantwortung und Datenschutz im digitalen Zeitalter aufwirft und insbesondere ein junges Publikum anspricht. Der Film fand vor allem im Streaming-Bereich Anklang und wurde auch für den Einsatz in der schulischen Medienbildung empfohlen.